# 구마자와 히데아키

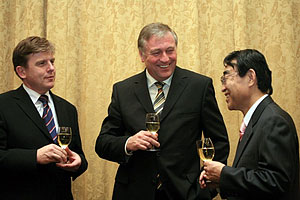

구마자와 히데아키(熊澤 英昭, 熊沢 英昭, 1943년 ~ )는 일본의 농림 관료이다. 1967년 농림성에 임용되어 물가정책실장, 구제부장, 농무성 축산국장, 경제국장, 심의관 등을 거쳐 사무차관이 되었다. 2002년 광우병 파동으로 사직하였다. 이후 농협공제조합연구소 이사장, 2005년 주체코 일본 대사 등을 역임했다.

## 생애
기후현 출신. 기후 고등학교를 거쳐 1967년 도쿄 대학 법학부를 졸업, 1967년 일본 농림성 공무원으로 임용하였다. 농림성이 농림수산성으로 개편될 당시 농수산장관 관방실과 총무심의관실에서 근무했고, 1983년 농림수산성 식품유통국 기획과, 물가정책실장, 이듬해 경제국 국제부 국제기획과장, 1986년
축산국 경마감독과장, 식품유통국 사탕당류담당, 1991년 농림수산장관 관방실 비서과장, 1993년 경제국 국제부장, 1995년 관방실 총무심의관을 역임했다. 이후 농림성 축산국장, 경제국장 등을 역임했다.
1998년 농림수산성 심의관이 되어 계속 재직하다가 2001년 1월 6일 농림수산성 사무담당차관으로 발탁되었다. 2001년 12월 발생한 광우병 문제에 책임을 지고 2002년 12월 26일 퇴직하였다. 2004년 ~ 2005년 제4대, 2007년 ~ 2010년 제7대 일본 농협공제회연구소 이사장을 역임했다. 2005년에는 제2대 주체코슬로바키아 일본국 특명전권대사를 역임했다.